# CNN Chile
CNN Chile (CNN Chili) est la chaîne chilienne d'information lancée conjointement par CNN et VTR. Elle a commencé ses émissions le 4 décembre 2008 à 21:30 heures (UTC-3).

## Programmes
- CNN Chile en alerta
- Noticias express
- Al ritmo de la noticia
- Mediodía en Chile
- Pulso financiero
- Primera edición
- Resumen ejecutivo

## Présentateurs
- Verónica Schmidt
- Claudio Salinas
- Mirna Schindler
- Carlos Franco
- Germán Oyarzún
- Paulina Yarur
- Carolina Fuentes
- Mónica Rincón
- Daniel Matamala

## Alliés

### Radios
- Radio Bío-Bío

### Presse écrite
- La Tercera
- Red de Diarios Ciudadanos
- Revista América Economía
- Diario Financiero

### Chaînes
| Pays       | Siège social                         | Chaîne            |
| ---------- | ------------------------------------ | ----------------- |
| États-Unis | Atlanta                              | CNN en Espagnol   |
| États-Unis | Atlanta                              | CNN International |
| Mexique    | Mexico                               | CNN Mexique       |
| Chili      | Santiago, Métropolitaine de Santiago | Chilevisión       |
| Chili      | Viña del Mar, Valparaíso             | UCV TV            |

#### Chaînes régionale
Actuels
| Pays  | État ou Région                    | Siège social | Chaîne                                   |
| ----- | --------------------------------- | ------------ | ---------------------------------------- |
| Chili | Arica et Parinacota               | Arica        | Arica TV                                 |
| Chili | Tarapacá                          | Iquique      | Iquique TV                               |
| Chili | Antofagasta                       | Antofagasta  | Antofagasta TV                           |
| Chili | Atacama                           | Copiapó      | Horvoet TV                               |
| Chili | Coquimbo                          | La Serena    | Thema Televisión                         |
| Chili | Valparaíso                        | El Quisco    | Giro Visual                              |
| Chili | O'Higgins                         | Rancagua     | Sextavisión                              |
| Chili | Biobío                            | Concepción   | Canal 9 Regional                         |
| Chili | Araucanie                         | Temuco       | Universidad Autónoma de Chile Televisión |
| Chili | Les Fleuves                       | Valdivia     | ATV                                      |
| Chili | Les Lacs                          | Puerto Montt | Vértice TV                               |
| Chili | Magallanes et Antarctique chilien | Punta Arenas | ITV Patagonia                            |

Anciens
| Pays  | État ou Région | Siège social | Chaîne       |
| ----- | -------------- | ------------ | ------------ |
| Chili | Coquimbo       | La Serena    | CuartaVisión |